# UEFA 유로 2028
2028년 UEFA 유럽 축구 선수권 대회 또는 UEFA 유로 2028(UEFA Euro 2028)은 2028년 6월 9일부터 7월 9일까지 열릴 예정인 18번째 UEFA 유럽 축구 선수권 대회이다. 이번 대회는 영국 4개국(잉글랜드, 스코틀랜드, 북아일랜드, 웨일스)과 아일랜드 공화국이 함께 주최하며 열릴 예정이다.
이전에 1996년 토너먼트를 개최하고 2020년 토너먼트 경기를 런던에서 개최했던 잉글랜드에서 토너먼트가 개최되는 것은 이번이 세 번째이다. 2020년 토너먼트 경기를 글래스고에서 개최한 스코틀랜드에서 토너먼트가 개최되는 것은 이번이 두 번째이며, 북아일랜드, 아일랜드 공화국, 웨일스에서는 처음으로 개최된다.

## 유치 과정
2022년 3월 23일, UEFA는 영국, 아일랜드 공화국, 터키, 러시아(나중에 자격이 부여되지 않음)의 공동 입찰인 3개의 입찰이 토너먼트 개최 의사를 발표했다고 발표했다.
2023년 10월 4일, 터키는 유로 2032를 위한 이탈리아와의 공동 입찰에 집중하기 위해 입찰을 철회했다고 발표되었다.
호스트는 2023년 10월 10일 스위스 니옹에서 선정되었다. 영국과 아일랜드 공화국의 공동 입찰이 만장일치로 승리했다.
| 국가                     | 투표     |
| ------------------------ | -------- |
| 영국과 아일랜드 공동개최 | 만장일치 |

## 지역 예선
UEFA의 입찰 규정에 따라 호스트의 자동 자격은 최대 2개의 개최 국가 협회에 대해서만 보장될 수 있다. 따라서 어떤 개최 팀이 자동으로 자격을 얻을 수 있는지는 확실하지 않는다. 고려 중인 한 가지 계획은 5개 호스트 팀 모두가 예선에 참가할 수 있으며, 예선에 실패한 개최국을 위해 자동으로 2개의 자리가 예비로 유지된다는 것이다. 3개 이상의 호스트 팀이 자격을 갖추지 못한 경우 가장 성과가 좋은 개최국들에게 자리가 주어진다. 대부분의 경쟁 팀을 결정하기 위해 예선 토너먼트가 진행된다.
개정된 예선 형식은 2023년 1월 25일 스위스 니옹에서 열린 UEFA 집행위원회 회의에서 확정되었다. 예선 형식은 이전 주기에서 수정되었다. 예선 조별 예선은 4~5개 팀으로 구성된 12개 그룹으로 구성된다. 각 그룹의 승자는 유럽 챔피언십에 진출할 자격을 얻게 되며, 2위 팀은 직접 자격을 얻거나 플레이오프 경기에 참가하게 된다. 5개 개최국 모두 예선 과정에 참여하게 된다.

## 개최지
2023년 4월 12일, 유로 2028 유치를 위한 10개의 개최 경기장이 공개되었으며, 목록은 2023년 10월 10일 UEFA에 의해 확정되었다. 주목할만한 누락에는 경기장 크기가 UEFA 요구 사항에 미치지 못해 경기를 개최할 수 없었던 안필드와 맨체스터 유나이티드가 당시 경기장이 준비되었는지 보장할 수 없어 제외된 올드 트래포드가 포함된다.
| 런던             | 런던                                                       | 카디프                                                     | 맨체스터                    |
| ---------------- | ---------------------------------------------------------- | ---------------------------------------------------------- | --------------------------- |
| 웸블리 스타디움  | 토트넘 홋스퍼 스타디움                                     | 밀레니엄 스타디움                                          | 시티 오브 맨체스터 스타디움 |
| Capacity: 90,652 | Capacity: 62,322                                           | Capacity: 73,952                                           | Capacity: 61,000            |
|                  |                                                            |                                                            |                             |
| 리버풀           | 런던카디프맨체스터리버풀뉴캐슬버밍엄글래스고더블린벨파스트 | 런던카디프맨체스터리버풀뉴캐슬버밍엄글래스고더블린벨파스트 | 뉴캐슬                      |
| 에버턴 스타디움  | 런던카디프맨체스터리버풀뉴캐슬버밍엄글래스고더블린벨파스트 | 런던카디프맨체스터리버풀뉴캐슬버밍엄글래스고더블린벨파스트 | 세인트 제임스 파크          |
| Capacity: 52,679 | 런던카디프맨체스터리버풀뉴캐슬버밍엄글래스고더블린벨파스트 | 런던카디프맨체스터리버풀뉴캐슬버밍엄글래스고더블린벨파스트 | Capacity: 52,305            |
|                  | 런던카디프맨체스터리버풀뉴캐슬버밍엄글래스고더블린벨파스트 | 런던카디프맨체스터리버풀뉴캐슬버밍엄글래스고더블린벨파스트 |                             |
| 버밍엄           | 글래스고                                                   | 더블린                                                     | 벨파스트                    |
| 빌라 파크        | 햄던 파크                                                  | 아비바 스타디움                                            | 케이즈먼트 파크             |
| Capacity: 52,190 | Capacity: 52,032                                           | Capacity: 51,711                                           | Capacity: 34,500            |
|                  |                                                            |                                                            |                             |

1. 1 2  리모델링 예정
2. 1 2  신설